# 奥利弗·比尔霍夫
奥利弗·比尔霍夫（德語：Oliver Bierhoff，中国大陆有时译作比埃尔霍夫，1968年5月1日—），德国足球員，司職前鋒，前德國國家足球隊隊長；世界足坛史上最佳德国巨星之一。德國國家隊藉着比尔霍夫攻入兩球於1996年歐洲國家盃決賽反勝捷克而奪得冠軍。他最為成功的球會生涯是在歐洲豪門AC米蘭度過，在此之前他曾奪得意甲聯賽的最佳射手，他與利比里亚球星维阿組成的鋒線為當時一蹶不振的AC米蘭隊重奪聯賽冠軍。比亞荷夫現為德國國家隊經理。

## 職業生涯

### 早年生涯
比亞荷夫早於1980年代末出道於德國烏丁根，曾是小國腳，在烏丁根的表現並不算太差，但未能穩佔正選。後來轉會漢堡的決定，更令他的事業進入谷底。這兩季的比亞荷夫聯賽上陣31場只能取得6球，作為前鋒實在不能接受，比亞荷夫在1989-90年冬季轉會到慕遜加柏，但上陣8場仍未有入球。比亞荷夫為了自己的體育生涯，決定加入較低水平的奧地利聯賽效力薩爾斯堡。比亞荷夫於薩爾斯堡一季就射入23球，他更曾一場賽事射入4球。

### 轉戰意甲
藉著效力薩爾斯堡的入球數字，比亞荷夫得到轉到意大利小型球會阿斯科利的機會。比亞荷夫在阿斯科利開始廣為人知，1995年夏天加盟意甲中型班乌迪内斯，更令比亞荷夫職業生涯踏上高峰。他於其間上於聯賽陣了86場比賽射入57球，最後一季更以27球成為意大利甲組足球聯賽神射手，成為意大利球壇的焦點。

### AC米蘭
比亞荷夫在足球生涯的後期才開始在大球會效力，1998年世界盃後，比亞荷夫正式轉投AC米蘭，此時正值該支意甲班霸的困難時期，對上兩季（1996-97、1997-98）都只是排在聯賽榜中下游。比亞荷夫在加盟第一季就協助AC米蘭得到1998-99年球季意大利甲組聯賽冠軍。這是比亞荷夫在意甲首個聯賽冠軍，而他則是AC米蘭得到聯賽錦標的重要人物。
可惜其後幾季比亞荷夫狀態不繼，表現常遭質疑。AC米蘭其後數年失落聯賽，比亞荷夫一度成為眾矢之的。

### 後期生涯
2001年比亞荷夫轉到法甲球會摩納哥，一季後返回意甲效力實力較次的基爾禾。比亞荷夫在最後一次為基爾禾上陣，是聯賽對祖雲達斯，雖然以3:4落敗，但比亞荷夫則大演帽子戲法。至2003年退役為止，他在意甲總共射入了103個入球，是聯賽歷史上進球最多的非意大利人之一。

## 國際賽生涯

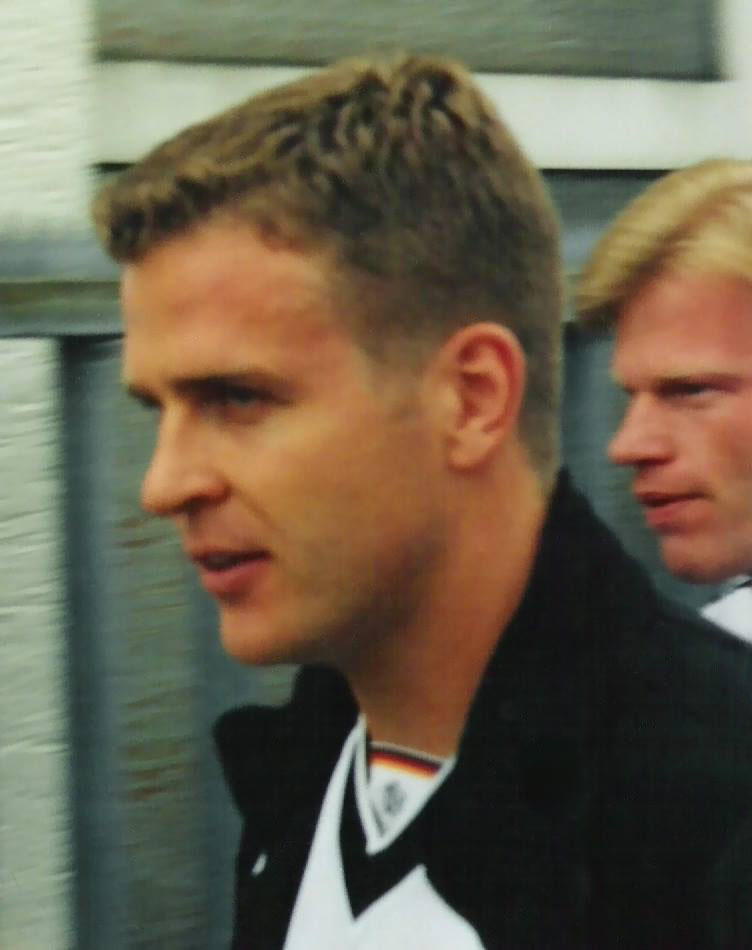
代表德國國家隊的比亞荷夫，攝於1999年

跟其他歷來德國著名球星不同，比亞荷夫是一名較遲成名的球員，而且只曾效力德國國內一些小型球會，更未嘗贏得德國足球甲級聯賽任何獎項。曾經代表國家隊70次射入37球的比亞荷夫，直至到1996年以27歲之齡才獲入選德國國家隊。
比亞荷夫在1996年歐洲國家盃隨德國國家隊出賽，一直擔任後備。在決賽，德國因各項原因只淨下16名球員，在落後捷克1球的危急關頭，領隊福格茨堅決地派上了比亞荷夫，德國憑著比亞荷夫一頭一腳連入兩球反勝對手。就此，比亞荷夫成為第一個在國際賽決賽射入黃金入球的球員，更為德國奪得歐洲國家盃。
比亞荷夫之後成為德國首席中鋒位置。然而，比亞荷夫在1998年接任隊長後，德國國家隊踏入青黃不接期，令他未能在國際賽上有較高成就。2000年歐洲國家盃比亞荷夫更在分組賽因傷離開國家隊，使國家隊在分組賽出局，比亞荷夫的國家隊隊長一職被簡尼取代。
比亞荷夫雖然在2002年世界盃首場對沙特阿拉伯的分組賽事射入一球，但他已不是正選，而風頭亦被克洛泽蓋過。決賽時，比亞荷夫再次於落後一球下後備上陣，但卻不能扭轉敗局。2002年世界盃之後，比亞荷夫就退出國家隊。

### 國際賽入球
入球及比數列中德國國家隊入球前置
| #   | 日期           | 地點                 | 對手         | 入球 | 比數             | 比賽                   |
| --- | -------------- | -------------------- | ------------ | ---- | ---------------- | ---------------------- |
| 1.  | 1996年3月27日  | 德國慕尼黑           | 丹麦         | 1-0  | 2-0              | 友誼賽                 |
| 2.  | 1996年3月27日  | 德國慕尼黑           | 丹麦         | 2-0  | 2-0              | 友誼賽                 |
| 3.  | 1996年6月4日   | 德國曼海姆           | 列支敦斯登   | 3-0  | 9-1              | 友誼賽                 |
| 4.  | 1996年6月30日  | 英國倫敦             | 捷克         | 1-1  | 2-1 （黃金入球） | 1996年歐洲國家盃       |
| 5.  | 1996年6月30日  | 英國倫敦             | 捷克         | 2-1  | 2-1 （黃金入球） | 1996年歐洲國家盃       |
| 6.  | 1996年9月26日  | 波蘭扎布熱           | 波蘭         | 1-0  | 2-0              | 友誼賽                 |
| 7.  | 1997年4月30日  | 德國不來梅           | 乌克兰       | 1-0  | 2-0              | 1998年世界盃外圍賽     |
| 8.  | 1997年8月20日  | 北愛爾蘭貝爾法斯特   | 北愛爾蘭     | 1-1  | 3-1              | 1998年世界盃外圍賽     |
| 9.  | 1997年8月20日  | 北愛爾蘭貝爾法斯特   | 北愛爾蘭     | 2-1  | 3-1              | 1998年世界盃外圍賽     |
| 10. | 1997年8月20日  | 北愛爾蘭貝爾法斯特   | 北愛爾蘭     | 3-1  | 3-1              | 1998年世界盃外圍賽     |
| 11. | 1997年10月11日 | 德國漢諾威           | 阿爾巴尼亞   | 2-1  | 4-3              | 1998年世界盃外圍賽     |
| 12. | 1997年10月11日 | 德國漢諾威           | 阿爾巴尼亞   | 4-3  | 4-3              | 1998年世界盃外圍賽     |
| 13. | 1997年11月15日 | 德國杜塞爾多夫       | 南非         | 2-0  | 3-0              | 友誼賽                 |
| 14. | 1998年5月30日  | 德國美因河畔法蘭克福 | 哥伦比亚     | 1-0  | 3-1              | 友誼賽                 |
| 15. | 1998年5月30日  | 德國美因河畔法蘭克福 | 哥伦比亚     | 2-0  | 3-1              | 友誼賽                 |
| 16. | 1998年6月5日   | 德國曼海姆           | 盧森堡       | 5-0  | 7-0              | 友誼賽                 |
| 17. | 1998年6月5日   | 德國曼海姆           | 盧森堡       | 6-0  | 7-0              | 友誼賽                 |
| 18. | 1998年6月21日  | 法國朗斯             | 南斯拉夫     | 2-2  | 2-2              | 1998年世界盃           |
| 19. | 1998年6月25日  | 法國蒙彼利埃         | 伊朗         | 1-0  | 2-0              | 1998年世界盃           |
| 20. | 1998年6月29日  | 法國蒙彼利埃         | 墨西哥       | 2-1  | 2-1              | 1998年世界盃           |
| 21. | 1998年10月14日 | 摩爾多瓦基希涅夫     | 摩爾多瓦     | 3-1  | 3-1              | 2000年歐洲國家盃外圍賽 |
| 22. | 1999年6月4日   | 德國勒沃庫森         | 摩爾多瓦     | 1-0  | 6-1              | 2000年歐洲國家盃外圍賽 |
| 23. | 1999年6月4日   | 德國勒沃庫森         | 摩爾多瓦     | 4-0  | 6-1              | 2000年歐洲國家盃外圍賽 |
| 24. | 1999年6月4日   | 德國勒沃庫森         | 摩爾多瓦     | 6-1  | 6-1              | 2000年歐洲國家盃外圍賽 |
| 25. | 1999年9月4日   | 芬蘭赫爾辛基         | 芬兰         | 1-0  | 2-1              | 2000年歐洲國家盃外圍賽 |
| 26. | 1999年9月4日   | 芬蘭赫爾辛基         | 芬兰         | 2-0  | 2-1              | 2000年歐洲國家盃外圍賽 |
| 27. | 1999年9月8日   | 多蒙特               | 北愛爾蘭     | 1-0  | 4-0              | 2000年歐洲國家盃外圍賽 |
| 28. | 2000年6月3日   | 德國紐倫堡           | 捷克         | 2-1  | 3-2              | 友誼賽                 |
| 29. | 2000年6月3日   | 德國紐倫堡           | 捷克         | 3-2  | 3-2              | 友誼賽                 |
| 30. | 2000年6月7日   | 德國弗賴堡           | 列支敦斯登   | 1-0  | 8-2              | 友誼賽                 |
| 31. | 2001年8月15日  | 匈牙利布達佩斯       | 匈牙利       | 5-2  | 5-2              | 友誼賽                 |
| 32. | 2002年2月3日   | 德國凱撒斯勞滕       | 以色列       | 5-1  | 7-1              | 友誼賽                 |
| 33. | 2002年3月27日  | 德國羅斯托克         | 美國         | 3-1  | 4-2              | 友誼賽                 |
| 34. | 2002年5月9日   | 德國弗賴堡           | 科威特       | 2-0  | 7-0              | 友誼賽                 |
| 35. | 2002年5月9日   | 德國弗賴堡           | 科威特       | 4-0  | 7-0              | 友誼賽                 |
| 36. | 2002年5月9日   | 德國弗賴堡           | 科威特       | 6-0  | 7-0              | 友誼賽                 |
| 37. | 2002年6月1日   | 日本札幌             | 沙烏地阿拉伯 | 7-0  | 8-0              | 2002年世界盃           |

## 管理生涯
退役後比亞荷夫應克林斯曼邀請出任了德國國家隊經理，這是德國國家隊新設立的職務。這個職務從本質上來說，是主要是負責國家隊與外界的溝通聯繫。憑著他的高名氣及高超的公關技巧，成為了關係不和的德國足球總會與奇連士文的溝通橋樑，甚至化解了不少國家隊內部問題。

## 榮譽
AC米蘭
- 意大利甲組足球聯賽冠軍：1998/99年；

德國國家隊
- 歐洲國家盃：1996年；

個人
- 意大利甲組足球聯賽神射手：1997/98年；
- 德國足球先生：1998年；